# Milieuklasse beton
De milieuklasse van beton is een aanduiding van de duurzaamheid en weerstand van beton tegen externe invloeden. Een betonconstructie die in aanraking komt met zeewater, moet van een betere kwaliteit zijn dan een tegen het weer beschermde betonnen wand. Deze betonkwaliteit kan gewijzigd worden door voorwaarden te stellen aan de water/cementfactor, grootte van de granulaten en de minimale betondekking van de wapening. 
Bij de milieuklassen uit de Europese norm gebeurt de onderverdeling door de letter 'X' gevolgd door:
- het cijfer '0' voor geen aantasting,
- de letter 'C'  voor aantasting door carbonatatie,
- de letter 'D' (deicing) voor aantasting door chloriden (zouten) anders dan zeewater (onder andere strooizout),
- de letter 'S' (seawater) voor aantasting door zeewater,
- de letter 'F' (frost) voor aantasting door vorst,
- de letter 'A' voor chemische aantasting.
- de letter 'M' voor mechanische aantasting.

Ten slotte wordt nog een klasse (cijfer 1-3 à 4) toegevoegd. Voor elke milieuklasse geldt een andere samenstelling van het beton. Daarbij is de milieuklasse bepalend hoe de wapening aangebracht wordt qua dekking (diepte waarop de wapening in de beton wordt geplaatst). Tevens worden per milieuklasse eisen gesteld aan de maximaal optredende scheurwijdte van het beton. De optredende scheurwijdte wordt in de tabel hieronder (tussen haakjes, in mm) vermeld en geldt voor plaat- en wandvormige constructies zonder voorspanstaal. Voor constructies met voorspanstaal of voor balk- en kolomvorminge constructies worden strengere eisen gesteld.
| X0 | geen aantasting                                                                     | (0,40)     | |
| XC | aantasting door carbonatatie (beton in min of meerdere mate blootgesteld aan vocht) | XC1 (0,40) | droog of blijvend nat |
| XC | aantasting door carbonatatie (beton in min of meerdere mate blootgesteld aan vocht) | XC2 (0,30) | nat, zelden droog |
| XC | aantasting door carbonatatie (beton in min of meerdere mate blootgesteld aan vocht) | XC3 (0,30) | matig vochtig |
| XC | aantasting door carbonatatie (beton in min of meerdere mate blootgesteld aan vocht) | XC4 (0,30) | wisselend nat en droog |
| XD | aantasting door chloriden, zoals in dooizouten                                      | XD1 (0,20) | matig vochtig |
| XD | aantasting door chloriden, zoals in dooizouten                                      | XD2 (0,20) | nat, zelden droog |
| XD | aantasting door chloriden, zoals in dooizouten                                      | XD3 (0,20) | wisselend nat en droog |
| XS | aantasting door chloriden uit zeewater                                              | XS1 (0,20) | blootgesteld aan zouten, maar niet direct in contact met zeewater                                                                         |
| XS | aantasting door chloriden uit zeewater                                              | XS2 (0,20) | blijvend onder water |
| XS | aantasting door chloriden uit zeewater                                              | XS3 (0,20) | getijdenzone, spat- en stuifzone |
| XF | aantasting door vorst en dooiwisselingen                                            | XF1 (0,30) | deels verzadigd met water, zonder dooizouten                                                                                              |
| XF | aantasting door vorst en dooiwisselingen                                            | XF2 (0,20) | deels verzadigd met water, met dooizouten                                                                                                 |
| XF | aantasting door vorst en dooiwisselingen                                            | XF3 (0,30) | verzadigd met water, zonder dooizouten |
| XF | aantasting door vorst en dooiwisselingen                                            | XF4 (0,20) | verzadigd met water, met dooizouten |
| XA | chemische aantasting                                                                | XA1 (0,20) | aantasting door bijvoorbeeld: boorzuur, waterstofsulfide, creosoot, kresol, visolie, varkensvet, glycerine, bier, bleekwater              |
| XA | chemische aantasting                                                                | XA2 (0,20) | aantasting door bijvoorbeeld: azijnzuur, carbolzuur, melkzuur, mierenzuur, amandelolie, kokosolie, terpentijn, fenol, glucose, urine, wei |
| XA | chemische aantasting                                                                | XA3 (0,20) | citroenzuur, humuszuur, zoutzuur, zwavelzuur, kuilvoer, cider, appelwijn, mest, vruchtensap                                               |
| XM | mechanische aantasting                                                              |            | |

Hieronder de oude opdeling.
| Milieuklasse | Milieu                                                 | Opmerkingen                                                                                        |
| ------------ | ------------------------------------------------------ | -------------------------------------------------------------------------------------------------- |
| 1            | droog, binnen                                          | niet met grond of vocht in aanraking                                                               |
| 2            | vochtig, buiten                                        | of met niet-agressief grondwater in aanraking                                                      |
| 3            | vochtig, bovendien in combinatie met dooizouten,       | wegen, galerijen, tegels.                                                                          |
| 4            | in zeewater                                            | of vlak aan zee                                                                                    |
| 5            | (a, b, c, d) agressief: zwak, matig, sterk, zeer sterk | in aanraking met voor beton agressieve oplossingen, agressief (grond)water en/of agressieve dampen |